# 몰리 심스
몰리 심스(Molly Sims, 1973년 5월 23일 ~ )는 미국의 배우이다.

## 출연
영화
- 넌 실수였어 (The Wrong Missy) - 멜리사 역 (2020년)
- 파이어드 업! (Fired Up!) - 2009년
- 예스 맨 (Yes Man) - 2008년

텔레비전
- 라스베가스 (2003년) - 델린다 델라인 역
- 프로젝트 액세서리 (2011년) - 진행